# Markovice (Chrudim)

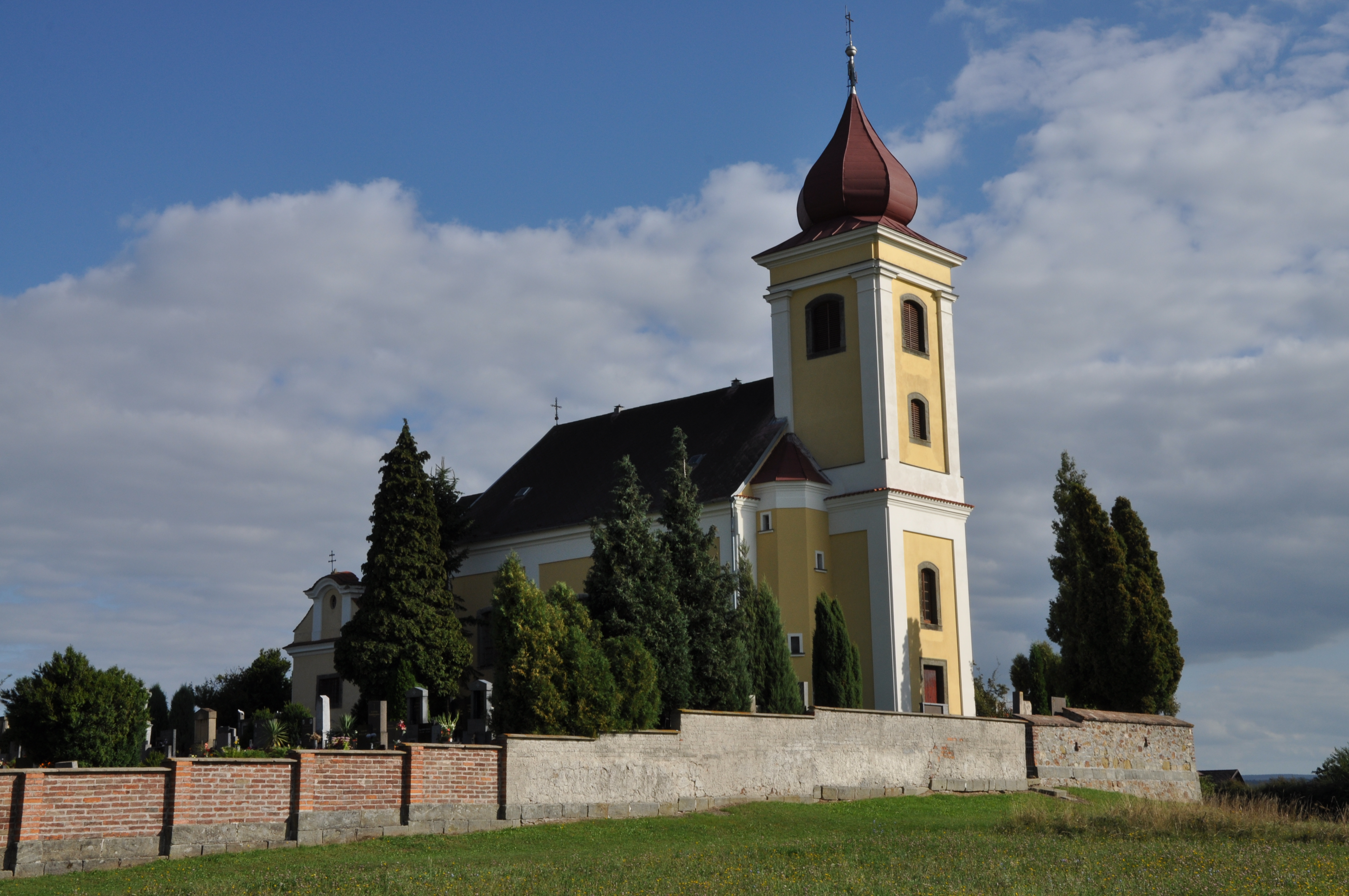
Kirche des Hl. Markus

Markovice (deutsch Markowitz) ist eine Grundsiedlungseinheit der Stadt Chrudim in Tschechien. Sie liegt drei Kilometer westlich des Stadtzentrums von Chrudim und gehört zum Okres Chrudim.

## Geographie
Markovice befindet sich rechtsseitig über dem Tal des Baches Markovický potok auf der Heřmanoměstecká tabule (Hermannstädtler Tafel). Westlich des Dorfes mündet der Skupický potok in den Markovický potok, nordwestlich liegt der Teich Markovický rybník. Durch Markovice führt die Staatsstraße I/37 zwischen Heřmanův Městec und Chrudim. Im Westen und Norden wird der Ort von der Bahnstrecke Heřmanův Městec–Borohrádek umfahren. Gegen Osten liegt das Industriegebiet Chrudim. 
Nachbarorte sind Na Hrázi, Dřenice, Blato und Medlešice im Norden, Ostřešany, Ostřešánky und Vestec im Nordosten, Jánské Předměstí im Osten, Kateřinské Předměstí und Vrcha im Südosten, Kozojedy, Červenec und Stolany im Süden, Skupice, Dubina, Morašice und Lány im Südwesten, Bylany im Westen sowie Rozhovice und Třibřichy im Nordwesten.

## Geschichte
Die erste schriftliche Erwähnung der Einschicht St. Markus erfolgte im Jahre 1349. Auf der Anhöhe über dem Ort stand eine dem hl. Markus geweihte romanische Kapelle, die 1350 als Plebanie erwähnt wurde. Seit dem 16. Jahrhundert gehörte Markovice zum Allodialgut Morašice mit Třibřichy. Zu Beginn des 17. Jahrhunderts erfolgte eine Güterteilung, bei der Jan Hamza Bořek von Zábědovice das Gut Třibřichy einschließlich des Patronats über die Kirche St. Markus erhielt. Die Pfarrei erlosch während des Dreißigjährigen Krieges. 1676 wurde die Kirche zu einer Filialkirche der Pfarrei Chrudim, das Kirchpatronat übernahm die Grundherrin von Mezilesice, Eva Lidmila von Waldstein. Ferdinand Adam Kustoš von Zubří und Lipka trennte 1715 die Güter Lipka und Třibřichy von der Herrschaft Mezilesice ab und verkaufte sie seiner Schwester Maria Elisabeth Gräfin Millesimo, die sie 1721 an Franz Josef Graf von Schönfeld weiter veräußerte. Schönfeld schlug beide Güter seiner Herrschaft Nassaberg zu. Franz Josef von Schönfeld ließ die alte Kirche 1732 abbrechen und durch einen großen barocken Bau ersetzen. 1753 erbten die Grafen Auersperg die Herrschaft Nassaberg. Im 18. Jahrhundert entstand unterhalb der Kirche an der Chrudimer Straße das Dorf Markowitz. 
Im Jahre 1835 bestand das im Chrudimer Kreis an der Chaussee von Prag nach Chrudim gelegene Dorf Markowitz aus 10 Häusern, in denen 71 Personen lebten. Acht Häuser gehörten zur Herrschaft Nassaberg, zwei zur Herrschaft Heřmanmiestetz. Außerhalb des Dorfes lag auf einem Hügel die Filialkirche zum hl Markus. Pfarrort war Chrudim. Bis zur Mitte des 19. Jahrhunderts blieb Markowitz anteilig den Allodialherrschaften Nassaberg und Heřmanmiestetz untertänig.
Nach der Aufhebung der Patrimonialherrschaften bildete Markovice ab 1849 einen Ortsteil der Gemeinde Třibřichy im Gerichtsbezirk Chrudim. Ab 1868 gehörte das Dorf zum Bezirk Chrudim. Beim Zensus von 1921 lebten in den 12 Häusern von Markovice 110 Personen. 1964 erfolgte der Zusammenschluss der Gemeinden Dřenice und Třibřichy zu einer Gemeinde Dřenice-Třibřichy. Mit Beginn des Jahres 1974 wurde die Gemeinde Dřenice-Třibřichy aufhoben und die zugehörigen Dörfer Dřenice, Markovice und Třibřichy nach Bylany eingemeindet. Ein Jahr später wurde Markovice nach Chrudim umgemeindet. Westlich und östlich der Kirche entstanden in der zweiten Hälfte des 20. Jahrhunderts bei Wohnsiedlungen.

## Ortsgliederung
Die Grundsiedlungseinheit Markovice gehört zum Ortsteil Chrudim IV der Stadt Chrudim. Markovice ist Teil des Katastralbezirks Chrudim.

## Sehenswürdigkeiten
- Barocke Kirche des hl. Markus, sie wurde 1732 anstelle eines romanischen Vorgängerbaus errichtet. Im Jahre 1745 stürzte das Gewölbe der neuen Kirche ein. Nach dem Wiederaufbau brannte die Kirche 1771 nach einem Blitzeinschlag aus. Im Zuge der Wiederherstellung erhielt die Kirche einen neuen Hauptaltar mit dem Bild des Schutzheiligen, der wahrscheinlich aus der Chrudimer Kirche St. Johannes der Täufer stammt. Zu Beginn des 20. Jahrhunderts wurde an der Westfassade der neobarocke Glockenturm angebaut. Umgeben wird die Kirche von einem großen Friedhof.